# Marquesado de Foix

Escudo municipal de Torrellas de Foix, Barcelona, con la corona marquesal, haciendo referencia al presente Marquesado.

El marquesado de Foix es un título nobiliario español creado por el archiduque Carlos de Austria (reconocido por los austracistas y los países de la Gran Alianza de La Haya como rey Carlos III de España) el 3 de enero de 1711, a favor de Guerao de Peguera-Aymerich y de Berardo, señor de Foix, y de Torrelles de Foix. capitán de la Coronela de Barcelona. Fiel servidor del archiduque Carlos de Austria, motivo por el cual le otorgó el presente Marquesado.
La denominación del título hace referencia al señorío de Torrellas de Foix, título que ostentaba el primer marqués. Torrellas de Foix es un municipio del Alto Panadés, en la provincia de Barcelona. Del lugar, eran señores el linaje de Peguera desde que el antepasado de Guerao, Guillermo de Peguera y de Montbui, se casó con la pubilla María Graida de Cruïlles y de Vilafranca, señora de Foix y de la cuadra de Torrelles de Foix.

## Situación jurídica del título
Con la firma del Tratado de Viena (1725) el rey Felipe V de España y su rival al trono el emperador Carlos VI se obligaban a reconocer mutuamente los títulos otorgados hasta la firma del tratado. Mientras la mayor parte de los austracistas o sus sucesores juraron lealtad a los reyes de España y les fueron reconocidos los Títulos otorgados por el archiduque Carlos como rey de España al solicitarlo expresamente, sin embargo, ni el titular del marquesado de Foix ni sus descendientes solicitaron tal reconocimiento. 
A pesar de que el Tratado de Viena no establecía un periodo de tiempo de vigencia para hacer efectivo el reconocimiento de los títulos austracistas pudiendo interpretarse que el reconocimiento puede hacerse en cualquier momento —postura que defiende Armand de Fluvià—, no obstante, el tratado sí los hace equiparables al resto de títulos españoles y por tanto, no están sujetos a una situación de privilegio respecto a la potestad reglamentaria del Gobierno sino que la equiparación del título trae como consecuencia la común regulación jurídica, por lo que siguen las mismas normas de sucesión y rehabilitación que el resto de títulos nobiliarios, ya que hay que distinguir la existencia de la merced nobiliaria respecto de los requisitos formales, que son de aplicación común a cualquier título.
De esta forma el Real Decreto de 27 de mayo de 1912 y la Real Orden de 29 de mayo de 1915 produjeron una caducidad en todos los títulos no ocupados y sin titular antes del 28 de mayo de 1912. La modificación del Real Decreto 222/1988 de 11 de marzo estipuló que los títulos caducados no podrían rehabilitarse en caso de que hayan permanecido así durante cuarenta años o el solicitante tenga respecto del último poseedor un grado de parentesco que supere el sexto grado civil, con lo cual la situación general de título de marqués de Foix es la de "caducado" al no haberse reconocido en su momento y no poder ser rehabilitado al no cumplir con los requisitos del Real Decreto de 1988, por ellos no está "vacante", ya que esta denominación se aplica a los títulos que estando legalmente en vigor no tienen titular en ese momento, en espera de ser otorgado a quién legítimamente le corresponda.

## Marqueses de Foix
|                                                    | Titular                                            | Periodo                                            |
| Creado en 1711 por el archiduque Carlos de Austria | Creado en 1711 por el archiduque Carlos de Austria | Creado en 1711 por el archiduque Carlos de Austria |
| -------------------------------------------------- | -------------------------------------------------- | -------------------------------------------------- |
| I                                                  | Guerardo de Peguera y de Berardo                   | 1711-1716                                          |
| II                                                 | José Francisco de Peguera y de Aymerich            | 1716-1746                                          |

## Historia de los marqueses de Foix
- Bernardo de Peguera y de Rajadell, señor de Olost y de Tornamira.

Su hijo fue:
- Guillermo de Peguera y de Montbuy, señor consorte de Torrelles y de Foix.

1. Casó con la pubilla María Graida de Cruïlles y de Vilafranca, señora de Foix y de la cuadra de Torrelles de Foix.

Se inicia el linaje de los "Peguera, de Torrelles".
Su hijo fue:
- Luis de Peguera y de Cruïlles, señor de Torrelles y de Foix, doncel en las Cortes de Barcelona de 1519.

Su hijo fue:
- Guerao de Peguera y de Ferrer, señor de Torrelles y de Foix, asistió a las Cortes de Monzón de 1563.

Su hijo fue:
- Luis de Peguera y de Guixós, señor de Torrelles y de Foix, asistió a las Cortes de 1599.

Su hijo fue:
- Guerao de Peguera y de Llaudes, señor de Torrelles y de Foix, asistió a las Cortes de 1626.

Su hermano fue:
- Luis de Peguera y de Llaudes, caballero de la Orden de Santiago, Maestre de Campo , asistió a las Cortes de 1626.

Su hijo fue:
- Guerao de Peguera y de Berardo (tras casarse, firmó como "Peguera-Aymerich"), primer marqués de Foix, señor de Torrelles, asistió a las Cortes de 1701 y 1705.

1. Casó con María de Aymerich y de Argençola, con quien tuvo, al menos, tres hijos:

1. Antonio de Peguera y de Aymerich, que nació primogénito en 1682 y falleció en 1707, en Valencia, a causa de heridas contraídas en batalla durante la  Guerra de Sucesión, premuriendo a su padre (fallecido en 1716);
2. Luis de Peguera y de Aymerich, primer conde de Peguera (en 1708), falleció en combate en el Gurb de Cuenca;
3. José Francisco de Peguera y de Aymerich, que sigue;

- José Francisco de Peguera y de Aymerich (fallecido hacia 1746, aprox.), II marqués de Foix, barón consorte de Montnegre y señor de Torrelles. Capitán de la Coronela de Barcelona.

1. Casó, en primeras nupcias, con María de Berardo, baronesa de Montnegre.
2. Casó, en segundas nupcias, en 1730, con Gertrudis de Aguilar y Monfar.

De su primer matrimonio, su hijo primogénito fue:
- Ramón de Peguera y Berardo.

1. Casó con Escolástica de Amat.

Su hijo fue:
- José María de Peguera (?-1854)

1. Casó con María Antonia de Pedrolo.

Su hija fue:
- María Manuela de Peguera y de Pedrolo (?-1881).

Falleció soltera y sin descendencia.
Legó su patrimonio a las salesianas de Barcelona.